# Passe de Darwin
La passe de Darwin (en espagnol : paso Darwin ou seno Darwin) est un court et étroit chenal naturel situé en Terre de Feu au Chili.

## Description
La passe Darwin constitue une dépendance de l'océan Pacifique et est le prolongement occidental du canal Beagle. Ces chenaux  forment une voie navigable à travers la Terre de Feu entre les océans Pacifique et Atlantique, alternative à celle du cap Horn.

## Dénomination et histoire

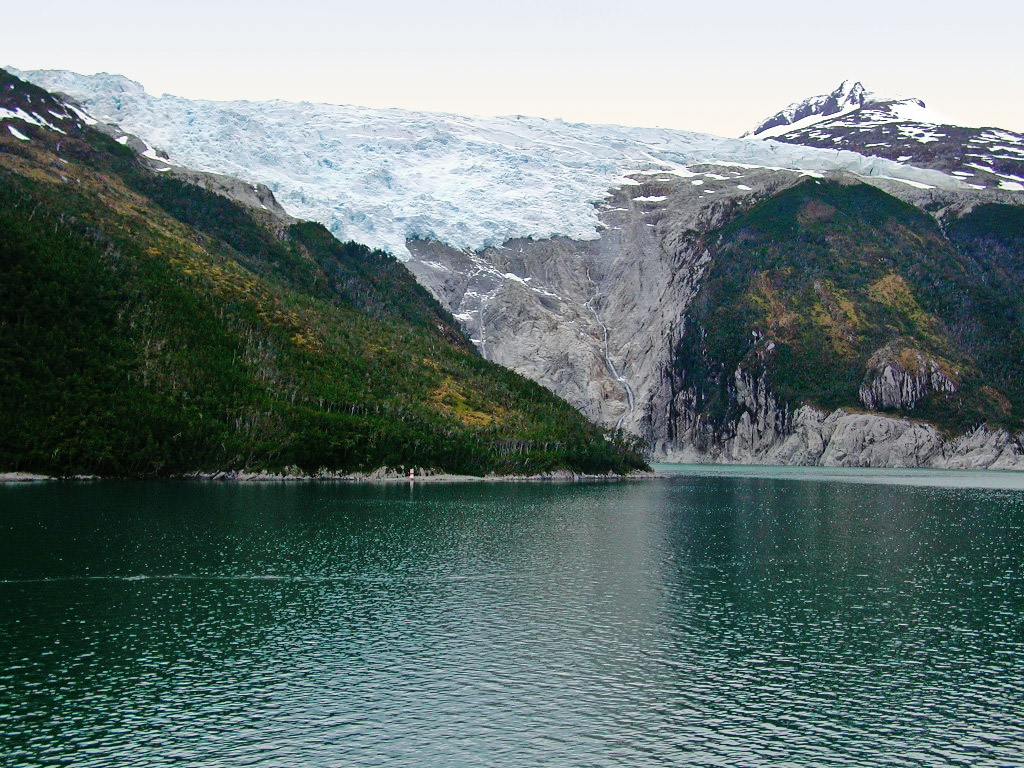
Un glacier situé sur les rives du canal Beagle.

Son nom qui provient de l'anglais : Darwin Sound lui fut décerné durant le Voyage du Beagle par le capitaine du HMS Beagle, Robert FitzRoy, en raison d'un évènement qui se produisit dans le canal Beagle. Afin de mener leurs mesures hydrographiques, les barques du navire étaient souvent utilisées et s'éloignaient à une grande distance de celui-ci. Dans le canal Beagle, ils observèrent les glaciers de la côte  Nord, situés sur les fortes pentes de la cordillère Darwin, et le vêlage des icebergs. Un jour, au début de l'année 1833, ils avaient tiré leurs barques sur la plage à environ 1 km du navire et étaient en train de dîner lorsqu'une énorme masse de glace tomba du glacier dans l'eau dans un « bruit de tonnerre ». De grosses vagues se formèrent et menaçaient d'emporter au large les barques les mettant ainsi en péril. Darwin fut le premier à réagir. Il courut sur la rive et avec d'autres hommes ils tirèrent les barques en sécurité juste au moment où la première vague arrivait sur la plage. Le capitaine FitzRoy fut impressionné par cet acte et le jour suivant baptisa une étendue d'eau voisine « Darwin Sound ». Darwin déclara qu'il avait agi sous le coup de la peur plutôt que par bravoure, notant dans son journal, que s'ils avaient perdu les barques, « (…) leur position eut été hasardeuse, entourés… par des sauvages hostiles et privés de… provisions. »